# Imants Bleidelis
Imants Bleidelis   (Riga, 16 d'agost de 1975) és un exfutbolista letó de la dècada de 1990.
Fou 106 cops internacional amb la selecció de Letònia.
Pel que fa a clubs, defensà els colors de Southampton, on jugà amb el seu compatriota Marians Pahars, Viborg FF i Grazer AK.